# Kerstin Reimann
Kerstin Reimann (* 1960 in Leipzig) ist eine deutsche Schauspielerin. 

## Leben
Reimann ist ausgebildete Lehrerin. Sie studierte zunächst von 1979 bis 1984 Pädagogik an der Pädagogischen Hochschule „Karl Liebknecht“ in Potsdam, wo sie einen Hochschulabschluss als Diplom-Pädagogin für Sport (mit Schwerpunkt Leichtathletik, Schwimmen) erwarb. Bevor sie zur Schauspielerei kam, arbeitete sie als Lehrerin. Ihre Schauspielausbildung absolvierte sie von 1987 bis 1990 an der Hochschule für Schauspielkunst „Ernst Busch“ in Berlin.
Reimann hatte Theaterengagements am Theater Anklam (1995; als May in Fool for love, Regie: Torsten Münchow), am Schauspielhaus Magdeburg (2000; als Iokaste/Carolyn in der deutschsprachigen Uraufführung des Woody-Allen-Stücks Geliebte Aphrodite, Regie: Lutz Hübner) und im Opernpalais „Unter den Linden“ in Berlin (2007; als „Sie“ in der Boulevard-Komödie Zu dir oder zu mir, Regie Hagen Henning). Außerdem gastierte sie in Berlin in diversen Produktionen des Kabaretts Die Kneifzange und bei Programmen im Admiralspalast.
1995 begann ihre Arbeit für Film und Fernsehen. Sie spielte in ihrer ersten Hauptrolle die Notärztin Dr. Ria Mewes in der RTL-Serie Notaufnahme (1995). Seither war sie im Fernsehen in einem ganz unterschiedlichen Rollenspektrum zu sehen. In der Filmkomödie Freundinnen & andere Monster (1998) spielte sie die Mutter der weiblichen Hauptfigur Katja (Wolke Hegenbarth). Im Kinofilm Das fliegende Klassenzimmer (2003) hatte sie die Rolle der Frau Thaler; sie verkörperte die Mutter des Schülers Martin Thaler. In dem Fernsehfilm In Liebe eine Eins (2005), in dem Anna Loos eine alleinerziehende Mutter spielte, die weder lesen noch schreiben kann und um das Sorgerecht für ihren Sohn kämpft, spielte Reimann die Nebenrolle der Richterin Traute Hanisch. 
2011 und 2014 war Reimann als „souveräne Sekretärin“ Gudrun Kramer in den Fernsehfilmen Ein Fall von Liebe: Saubermänner (2011) und Ein Fall von Liebe – Annas Baby (2014) zu sehen. Sie war die loyale Bürovorsteherin des Rechtsanwalts Dr. Florian Faber (Francis Fulton-Smith). Ihre Rolle war im ersten Film der Reihe Ein Fall von Liebe (2009) von Susanne Bentzien gespielt worden. In dem ZDF-Dokumentarfilm Casanova - Die Kunst der Verführung stellte Reimann die französische Schauspielerin Silvia Balletti dar.
Reimann hatte auch Episodenrollen in den Serien Heiter bis tödlich: Alles Klara (2012, als Elisabeth Stahlmann, Ehefrau des ermordeten Unternehmers Günter Stahlmann), Heiter bis tödlich: Akte Ex (2012; als Vera Philippi, Mutter der männlichen Episodenhauptrolle Marc Philippi), Der Kriminalist (2013; als Friedensforscherin Professor Wieland) und SOKO Wismar (2015; als Adoptivmutter Sabine Wolf). 
Reimann tritt auch mit Lesungen und als Rezitatorin auf. Mit dem „Rosenau-Ensemble“ Baden-Baden und der „Märchenhaften Operncompany“ Berlin war sie u. a. als Gast-Künstlerin auf Kreuzfahrtschiffen engagiert. Seit 2009 tritt sie mit ihren „Lebenswert-Lesungen“ auf; sie liest dabei aus dem autobiografischen Roman Haltet Euer Herz bereit des Berliner Journalisten und Autors Maxim Leo. Regelmäßig gestaltet sie Lesungen für Blinde und Senioren.
Reimann ist Dozentin an der Schauspielschule DrehBühne in Erkner bei Berlin. Sie arbeitet dort u. a. mit Kindern an Filmprojekten („Die schlaue Kinder-WG“, „Wer küsst Dornröschen?“). Sie lebt in Berlin.

## Filmografie (Auswahl)
- 1995: Notaufnahme (Fernsehserie; Serienrolle)
- 1998: Freundinnen und andere Monster (Kinofilm)
- 1999: CityExpress (Fernsehserie; Folge: Heimsuchung)
- 2000: Fieber: Ärzte für das leben (Fernsehserie; Folge: Ich will leben)
- 2001: Im Namen des Gesetzes (Fernsehserie; Folge: Einbruch)
- 2002: Tatort: Zahltag (Fernsehfilm)
- 2003: Das fliegende Klassenzimmer (Kinofilm)
- 2003: Im Namen des Gesetzes (Fernsehserie; Folge: Geschäft mit dem Tod)
- 2005: Liebes Spiel (Kinofilm)
- 2005: Solo (Kurzfilm)
- 2005: In Liebe eine Eins (Fernsehfilm)
- 2006: Die Anwälte (Fernsehserie; Folge: Paare)
- 2007: SOKO Wismar (Fernsehserie; Folge: Tod einer Nachbarin)
- 2011: Ein Fall von Liebe: Saubermänner (Fernsehfilm)
- 2012: Rosa Roth: Trauma (Fernsehfilm)
- 2012: Heiter bis tödlich: Alles Klara (Fernsehserie; Folge: Geburtstagsfest für eine Leiche)
- 2012: Heiter bis tödlich: Akte Ex (Fernsehserie; Folge: Die Prophezeiung)
- 2013: Casanova – Die Kunst der Verführung (Dokumentarfilm mit Spielszenen)
- 2013: Der Kriminalist (Fernsehserie; Folge: Vergeltung)
- 2014: Ein Fall von Liebe – Annas Baby (Fernsehfilm)
- 2015: SOKO Wismar (Fernsehserie; Folge: Getrennt)
- 2015: Nele in Berlin
- 2018: In aller Freundschaft (Fernsehserie; Folge: Ein verrückter Tag)
- 2021: Notruf Hafenkante (Fernsehserie; Folge: Kleine Hafenrundfahrt)